# Adad-apla-iddina
Adad-apla-iddina was koning van Babylon ca. 1067 v.Chr. - 1046 v.Chr. uit de vierde dynastie van Babylon ofwel de tweede dynastie van Isin. 
Hij was de opvolger van Marduk-shapik-zeri. Zijn regeringsperiode werd gekenmerkt door grote onrust. De Arameeërs en Suteeërs plunderden en brandschatten het platteland en vernietigden de stad Sippar zo grondig dat de verering van de goden Shamash en Annunitu er een eeuw lang stil kwam te liggen. Deze donkere tijd waaruit weinig bronnen zijn overgeleverd, werd later waarschijnlijk de grondslag voor het Erra-epos. 
Ook buurstaat en rivaal Assyrië werd belaagd door indringers, de Arameeërs, en Adad-apla-iddina en Assur-bel-kala kwamen daarom een vredesverdrag overeen. Hoewel dit verdrag er in belangrijke mate toe zou bijdragen dat beide staten zouden overleven kon het niet verhinderen dat de volgende halve eeuw een uiterst benarde tijd zou worden.
Ondanks alle problemen hield hij er een ambitieus bouwprogramma op na. Hij bouwde in Babylon(?), Isin, Kish, Larsa, Nippur en zelfs Ur. In die laatste stad was hij na Marduk-nadin-ahhe pas de tweede bouwheer sinds Kurigalzu I en dat zou tot het eerste kwart van de 7e eeuw v.Chr. zo blijven.